# Giulio Ciccone
Giulio Ciccone (Chieti, 20 de diciembre de 1994) es un ciclista profesional italiano que desde 2019 corre para el equipo Lidl-Trek.
En 2016, año de su debut como profesional, consiguió imponerse en la décima etapa del Giro de Italia. También ha sido líder del Tour de Francia al comandar el maillot amarillo por dos jornadas en el Tour de Francia 2019.

## Palmarés
2016
- 1 etapa del Giro de Italia

2017
- 1 etapa del Tour de Utah

2018
- Giro de los Apeninos

2019
- 1 etapa del Tour de Haut-Var
- 1 etapa del Giro de Italia, más clasificación de la montaña

2020
- Trofeo Laigueglia

2022
- 1 etapa del Giro de Italia

2023
- 1 etapa de la Vuelta a la Comunidad Valenciana
- 1 etapa de la Volta a Cataluña
- 1 etapa del Critérium del Dauphiné
- Clasificación de la montaña del Tour de Francia

2025
- 1 etapa del Tour de los Alpes
- Clásica de San Sebastián
- 1 etapa de la Vuelta a Burgos

## Resultados en Grandes Vueltas y Campeonatos del Mundo
| Carrera         | Carrera         | 2016 | 2017 | 2018 | 2019 | 2020 | 2021 | 2022 | 2023 | 2024 | 2025 |
| --------------- | --------------- | ---- | ---- | ---- | ---- | ---- | ---- | ---- | ---- | ---- | ---- |
|                 | Giro de Italia  | Ab.  | 95.º | 40.º | 16.º | Ab.  | Ab.  | 25.º | —    | —    | Ab.  |
|                 | Tour de Francia | —    | —    | —    | 31.º | —    | —    | 58.º | 32.º | 11.º | —    |
|                 | Vuelta a España | —    | —    | —    | —    | —    | Ab.  | —    | —    | Ab.  | —    |
| Mundial en Ruta | Mundial en Ruta | —    | —    | —    | —    | —    | —    | —    | —    | 25.º | —    |

—: no participa

Ab.: abandono

## Equipos
- Bardiani CSF (2016-2018)
- Trek (2019-)
  - Trek-Segafredo (2019-2023)
  - Lidl-Trek (2023-)